# Сорокин, Вадим Евгеньевич
Вадим Евгеньевич Сорокин (укр. Вадим Євгенович Сорокін; род. 13 февраля 1966, Киев) — советский, украинский футболист, нападающий.

## Игровая карьера
Футболом начинал заниматься в Киеве. Первый тренер — В. Е. Ижко. В восемнадцатилетнем возрасте дебютировал в составе винницкой «Нивы», где провёл 119 матчей.
В 1989 году, транзитом через «Таврию», перешёл в николаевский «Судостроитель». В команде «корабелов» провёл (с учётом всех периодов пребывания) 110 матчей.
После распада СССР переехал в Венгрию, где играл в командах «МТК» и «Будафок».
В 1994 году возвратился в Николаев, где помог «Эвису» завоевать путёвку в высшую лигу чемпионата Украины. Решающей в борьбе за «вышку» была домашняя встреча с командой «Полиграфтехника» (Александрия). Оба коллектива претендовали на выход в высшую лигу. За четыре тура до финиша соперники встретились на Центральном городском стадионе. При счете 0:0 на 65-й минуте вратарь николаевской команды Собещаков парировал одиннадцатиметровый штрафной удар, пробитый Пугачем, а за семь минут до финального свистка арбитра Сорокин забил победный мяч, который принёс «Эвису» второе место и путевку в высшую лигу. В «вышке» дебютировал 17 июля 1994 года в игре СК «Николаев» — «Заря» (Луганск), 2:1. В этом матче Сорокин также отметился забитым голом.
Далее выступал в командах «Лантана-Марлекор», «Кремень», «Звезда-НИБАС».
В 1995-97 играл в Германии в клубах низших лиг.
В 1998 году в последний раз вернулся в СК «Николаев», где, сыграв 8 матчей в высшей лиге, завершил карьеру.